# 캐런 하딩
캐런 하딩(Karen Harding, 1991년 11월 18일 ~ )은 잉글랜드의 싱어송라이터이다. 카렌은 유로비전 송 콘테스트와 더 엑스 팩터를 통해 얼굴을 알렸다.